# Titularerzbistum Seleucia in Isauria
Seleucia in Isauria (ital.: Seleucia di Isauria) ist ein Titularerzbistum der römisch-katholischen Kirche.
Es geht zurück auf die spätantike und frühmittelalterliche, (byzantinische) Stadt Seleukeia am Kalykadnos in Kleinasien, die ab dem 4. Jahrhundert n. Chr. zur Provinz Isaurien gehörte (heute Silifke in der Türkei).
| Titularerzbischöfe von Seleucia in Isauria |                                                         | |                   |                    |
| Nr.                                        | Name                                                    | Amt | von               | bis                |
| 1                                          | Guillaume Du Nozet                                      | | 1613              | 20. November 1626  |
| 2                                          | Antonio Santacroce                                      | Apostolischer Nuntius in (Polen)                                                                                                   | 1. März 1627      | 12. August 1630    |
| 3                                          | Girolamo (Jérome) Grimaldi-Cavalleroni Kardinalpriester | Apostolischer Nuntius in (Frankreich)                                                                                              | 25. Februar 1641  | 20. September 1648 |
| 4                                          | Odoardo Cibo                                            | Apostolischer Nuntius | 28. Juli 1670     | 13. Oktober 1689   |
| 5                                          | Andrea Santacroce Kardinalpriester                      | | 12. Dezember 1689 | 14. Januar 1701    |
| 6                                          | Giambattista Patrizi Kardinalpriester                   | | 6. Februar 1702   | 31. Juli 1727      |
| 7                                          | Tomás José Ruiz Montes                                  | | 5. Februar 1716   | 15. März 1723      |
| 8                                          | Vincent Antoine Alamanni Nasi                           | | 22. November 1723 | 26. März 1735      |
| 9                                          | Bartolomeo Felice Guelfi Camaiani                       | emeritierter Bischof von Colle di Val d’Elsa (Italien)                                                                             | 7. September 1772 | 1773               |
| 10                                         | Giuseppe Maria Doria Pamphilij                          | Apostolischer Nuntius in Frankreich                                                                                                | 27. Februar 1773  | 14. Februar 1785   |
| 11                                         | Rafael Múzquiz Aldunate                                 | | 1. Juni 1795      | 15. April 1799     |
| 12                                         | Tommaso Arezzo Kardinalpriester                         | | 29. März 1802     | 8. März 1816       |
| 13                                         | Gabriele Ferretti                                       | Apostolischer Nuntius | 23. Mai 1833      | 19. Mai 1837       |
| 14                                         | Giuseppe Maria Mazzetti                                 | emeritierter Bischof von Aquino, Sora und Pontecorvo (Königreich Neapel)                                                           | 15. Februar 1838  | 14. Juli 1850      |
| 15                                         | Nicolás Luis Lezo Garro                                 | | 3. Oktober 1850   | 5. Oktober 1854    |
| 16                                         | Antonio Maria de Lorenzo                                | emeritierter Bischof von Mileto (Italien)                                                                                          | 28. Januar 1898   | 2. November 1903   |
| 17                                         | Edward Gilpin Bagshawe CO                               | emeritierter Bischof von Nottingham (Großbritannien)                                                                               | 17. Januar 1904   | 6. Februar 1915    |
| 18                                         | Thomas Francis Kennedy                                  | Rektor des Päpstlichen Nordamerika-Kollegs                                                                                         | 17. Juni 1915     | 28. August 1917    |
| 19                                         | Francesco Marchetti Selvaggiani                         | Apostolischer Internuntius in Venezuela Apostolischer Nuntius in Österreich Sekretär der Kongregation für Verbreitung des Glaubens | 16. Februar 1918  | 30. Juni 1930      |
| 20                                         | Julien-Jean-Guillaume Conan                             | emeritierter Erzbischof von Port-au-Prince (Haiti)                                                                                 | 5. Dezember 1930  | 11. Oktober 1944   |
| 21                                         | Alfonso Carinci                                         | Sekretär der Kongregation für die Selig- und Heiligsprechungsprozesse                                                              | 15. Dezember 1945 | 6. November 1963   |
| 22                                         | William Mark Duke                                       | emeritierter Erzbischof von Vancouver (Kanada)                                                                                     | 11. März 1964     | 31. August 1971    |